# Evelyn Miot
Evelyn Miot (sinh năm 1943), Hoa hậu Hoàn vũ Haiti, là người phụ nữ da đen đầu tiên lọt vào vị trí thứ 15 chung cuộc trong cuộc thi Hoa hậu Hoàn vũ. Miot là một người vào bán kết trong cuộc thi Hoa hậu Hoàn vũ 1962, giành chiến thắng bởi người Argentina Norma Nolan.